# Saint-Lin (França)
Saint-Lin é uma comuna francesa na região administrativa da Nova Aquitânia, no departamento de Deux-Sèvres. Estende-se por uma área de 11,21 km². Em 2010 a comuna tinha 333 habitantes (densidade: 29,7 hab./km²).